# North American P-51 Mustang

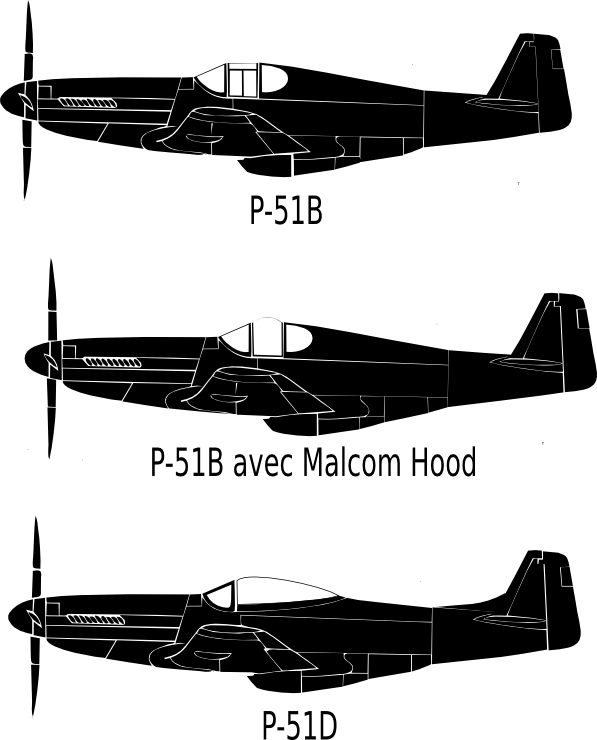
I tre tipi di tettuccio utilizzati sul Mustang.

Il North American P-51 Mustang, prodotto a partire dal 1941, fu uno dei più versatili caccia statunitensi della seconda guerra mondiale. Fu schierato sia sul fronte del Pacifico che su quello Europeo per contrapporsi agli aerei della Luftwaffe. Fu impiegato prevalentemente come caccia di scorta alle formazioni di bombardieri Boeing B-17, ma anche come caccia bombardiere.
Venne impiegato anche nella prima fase della guerra di Corea, nonostante fosse stato ormai superato dai primi aerei con motore a getto. In alcune forze aeree rimase in servizio fino ai primi anni ottanta. Progettato da Edgar Schmued, costruito e fatto volare in appena 117 giorni, il P-51 fu uno fra i più grandi caccia a pistoni di sempre. Nelle ultime versioni sfiorò i limiti massimi raggiungibili da una macchina con motore a pistoni. Fu il prodotto di due tecnologie d'avanguardia: dell'industria aeronautica statunitense e dell'industria motoristica britannica.

## Generalità
Il Mustang fu accolto ovunque con favore: ne furono costruiti 15.586 esemplari che operarono (durante la seconda guerra mondiale) nelle forze aeree di Australia, Canada, Cina, Gran Bretagna (RAF), Nuova Zelanda, Paesi Bassi, Polonia, Stati Uniti (AAC/AAF), Sud Africa e Unione Sovietica.
Dopo il conflitto mondiale restò in servizio in molti paesi. Venne considerato come uno dei velivoli più aerodinamici della seconda guerra mondiale, soprattutto per il suo profilo laminare delle ali. Ancora oggi molti esemplari privati situati nei vari Musei volanti statunitensi sono in perfette condizioni di volo.
Tra i pochi a non essere soddisfatti dell'aereo ci furono i sovietici. Il Mustang fu l'unico tipo di caccia che l'Urss rifiutò di acquisire con la legge Affitti & Prestiti. Dopo accurati test di volo, l'aeronautica sovietica (Voenno-Vozdushnye Sily - VVS) lo considerò inferiore ai contemporanei caccia sovietici e tedeschi e relegò gli esemplari acquisiti per i test nelle scuole di volo.

## Storia del progetto
Nell'aprile 1940 la British Air Purchasing Commission inviata negli Stati Uniti propose alla North American Aviation di Downey, California, impegnata soltanto con la produzione dell'addestratore T-6 Texan e del bombardiere B-25 Mitchell, non del tutto sufficienti per saturare le sue capacità progettuali e costruttive, di costruire su licenza per la RAF i caccia Curtiss P-40. Edgar Schmued, un ingegnere della North American di origini tedesche, convinse il presidente dell'industria aeronautica californiana James Howard "Dutch" Kindelberger, di essere in grado di progettare un aereo da combattimento più moderno e più rapido del P-40 e dotato della stessa unità motrice, l'Allison V-1710 a 12 cilindri a V, raffreddato a liquido. La controproposta fu accettata dagli inglesi e in cinque giorni, Kindleberger firmò con la commissione britannica un contratto per la fornitura di 320 esemplari del modello North American NA-50A, il progenitore del Mustang.
La British Air Commission pose come condizione che l'aereo fosse armato con otto mitragliatrici, non costasse più di 40.000 dollari, fosse potenziato con un motore americano Allison e, infine, che il prototipo fosse completato entro 120 giorni. Ma l'impegno venne rispettato con anticipo: i progettisti Edgar Schmued e Raymond Rice riuscirono a completare tre giorni prima della scadenza il NA-73X, il prototipo del Mustang.
Il primo volo ebbe luogo il 26 ottobre 1940 e l'aereo, caratterizzato da una linea elegante, da un'ala a profilo laminare e da un nuovo tipo di radiatore che riduceva la resistenza aerodinamica, superava di 40 km/h il P-40, oltre ad avere più che buone caratteristiche di volo. Secondo il contratto, i due aerei sarebbero stati consegnati all'USAAC per le necessarie valutazioni. Il primo caccia di serie volò il 10 maggio 1941 e fu preso in carico dalla North American per una serie di test tecnici. Il secondo atterrò nel novembre 1941 in Gran Bretagna, dove ricevette la denominazione ufficiale di Mustang Mk I. I test condotti in Inghilterra, però, rivelarono che il motore Allison comprometteva le prestazioni ad alta quota e quindi il Mustang operò inizialmente nel ruolo di ricognitore veloce a bassa quota. E nell'ottobre 1942 l'aereo della North American diventò il primo caccia monomotore con base in Inghilterra a sorvolare il territorio tedesco, in occasione di una missione di ricognizione su Dortmund.
Il ricorso al Rolls-Royce Merlin come soluzione per un velivolo all'altezza della situazione in tutte le condizioni, oltre che per avere più potenza motrice di cui c'era certamente bisogno, finì per diventare la scelta migliore e più congeniale. Il Mustang era certamente già "inglese", se non altro perché era passato dalla carta al metallo, proprio dalla richiesta britannica per un nuovo caccia di fornitura statunitense, dato che il P-40 non poteva definirsi un modello pienamente soddisfacente, essendo assai pesante e sottopotenziato.
Anche se il Curtiss P-40 con motore Merlin era certamente migliorato rispetto alle versioni che montavano l'Allison originale, un modello più avanzato era senza dubbio necessario. Gli inglesi utilizzarono questo aeroplano, inizialmente come assaltatore, con un armamento di 4 cannoni calibro 20 mm, riuscendo già allora a dimostrare un raggio d'azione superiore di molto a quello degli altri velivoli monomotori. Nel frattempo si studiava come migliorare le prestazioni garantite dallo scadente propulsore da 1.150 hp e vennero collaudati diversi tipi di Merlin. Alla fine la scelta cadde sul Modello 61 e i primi aeroplani, designati P-51B vennero ordinati nell'autunno del 1942, entrando in servizio l'estate successiva.
I risultati operativi lo resero uno dei migliori caccia del conflitto e le sue doti di autonomia e velocità risultarono straordinariamente superiori a quelle degli altri monoposto impiegati nel conflitto, senza essere inferiori alle alte quote.
Un pilota britannico disse: «... fanno quello di cui sono capaci gli Spitfire, ma lo fanno sopra Berlino».

## Tecnica
(La descrizione è riferita alla versione D)

### Cellula
Il P-51D era un monoplano ad ala bassa, totalmente metallico, monoposto e monomotore (eccetto il derivato bi-fusoliera P-82), con impennaggi cruciformi, capottina a goccia e un carrello triciclo posteriore completamente retrattile. L'ala con un diedro frontale di 5° era caratterizzata dall'utilizzo, per la prima volta su un aereo operativo, dei nuovi profili alari a bassa resistenza, detti laminari, ottenuta spostando il massimo spessore del profilo più verso il bordo di uscita. Costruttivamente ogni semiala, bilongherone, era su 21 centine, ed entrambe erano collegate al tronco centrale della fusoliera mediante bullonatura frontale, andando a costituire con il loro dorso il pavimento dell'abitacolo del pilota.
Ogni semiala era dotata di alettoni completamente metallici, muniti di alette correttrici contrappesati dinamicamente e bilanciati aerodinamicamente, di ipersostentatori che potevano essere abbassati fino a un'inclinazione di 50°. La fusoliera era suddivisa in tre tronconi, collegati l'uno all'altro con bullonatura, e che costituivano la sezione motore, la sezione centrale e quella posteriore.
La sezione centrale su quattro longheroni, collegata all'ala da quattro bulloni, si estendeva dalla paratia motore alla fine del radiatore ventrale.
Conteneva l'abitacolo del pilota, un serbatoio di carburante, la batteria e le apparecchiature radio, le bombole d'ossigeno per il volo ad alta quota e i radiatori del refrigerante e del lubrificante, intubati nel radiatore ventrale.
Il carrello era di ampia carreggiata con ruote d 0,685 metri di diametro, mentre il ruotino posteriore aveva un diametro di 0,312 metri.
Le gambe anteriori si ritraevano nel ventre dell'ala, ruotando verso la mezzeria del velivolo. La gamba destra del carrello era dotata di faro d'atterraggio.

### Motore
Il motore del P-51D era il Packard V-1650, il Rolls-Royce Merlin prodotto su licenza negli Stati Uniti. Il Packard V-1650 era un motore a 12 cilindri a V diritto, raffreddato a liquido, con riduttore, compressore centrifugo bistadio di sovralimentazione a due velocità, capace di erogare una potenza al decollo di 1260,339 kW (1700 CV) e 1122,371 kW (1526 CV) a 5883 metri di quota.
L'elica era una quadripala Hamilton a giri costanti e pale larghe con un diametro di 3,40 metri.
Il flusso d'aria per il radiatore ventrale veniva captato dalla presa d'aria anteriore e veniva regolato dai flabelli posti all'uscita del radiatore stesso.
L'andamento delle pressione e della temperatura all'interno del condotto opportunamente sagomato del radiatore, era tale da minimizzare la resistenza aerodinamica prodotta per il raffreddamento del motore fino ad arrivare, in determinate situazioni, a produrre una spinta utile a fini propulsivi (Effetto Meredith).
Subito dopo l'ogiva era disposta la presa d'aria del carburatore.
I serbatoi di carburante, posti alla radice delle semiali, avevano una capacità totale di 681 litri a cui si aggiungevano 246 litri del serbatoio di fusoliera ed eventualmente due serbatoi alari sganciabili da 284 o da 416 litri.
La dotazione di carburante, unita alla pulizia aerodinamica della cellula assicurava al P-51 un'autonomia eccezionalmente elevata.
il Mustang poteva restare in aria per sette ore e mezza, abbastanza per una missione di combattimento fino a Berlino e ritorno.

### Impianti
La dotazione di apparecchiature radioelettriche era tale da permettere il volo su grandi distanze e comprendeva una ricetrasmittente AN/ARC 3, un IFF SCR-695 A, un radiogoniometro AN/ARA-8 ed una ricevente di navigazione BC-453 B.
L'abitacolo era comodo e spazioso ed il tettuccio scorrevole a goccia, assicurava al pilota un'ottima visibilità. La protezione era assicurata dal blindovetro del parabrezza e dalla blindatura frontale e dorsale dell'abitacolo. All'interno dell'abitacolo trovava posto anche il raccordo per le tubazioni di alimentazione con aria compressa della tuta anti-g

### Armamento
L'armamento principale del P-51D Mustang era costituito da 6 mitragliatrici alari M-3 da 12,7 millimetri. Le mitragliatrici più interne avevano una dotazione di 500 colpi per arma mentre quelle più esterne di 270.
Ogni semiala era dotata di attacchi cui potevano essere a agganciati una bomba da 227 kg, o cinque razzi HVAR da 127 millimetri.
Sul bordo d'attacco della semiala sinistra era installata la fotomitragliatrice.

## Impiego operativo

### Teatro Europeo

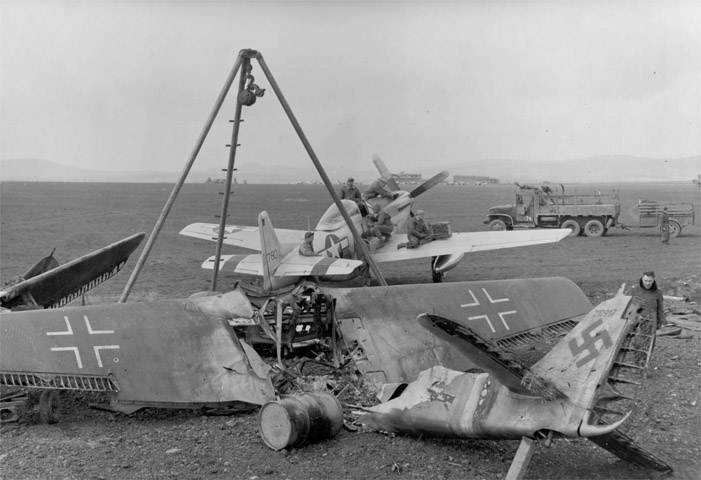
Un Mustang alla base aerea di Ober-Olm, in Germania, con alle spalle i resti di un Fw 190. Aprile 1945.

Il primo modello operativo fu il Mustang con motore Allison, prima che il Merlin venisse prodotto su licenza dalla Packard americana. Il P-51A venne utilizzato, già nel 1942, dalla RAF in azioni di attacco e ricognizione sull'Europa occupata dai tedeschi. Queste, condotte essenzialmente dal territorio inglese, sono poco note e pubblicizzate, tanto da sembrare quasi ininfluenti sulla storia delle operazioni aeree dell'epoca. Eppure persino il primo modello del Mustang fu il più moderno velivolo a disposizione della RAF.
In seguito, una versione molto simile entrò in servizio con l'USAAC. L'A-36 era un Mustang con aerofreni, utilizzato come bombardiere in picchiata, autore di migliaia di missioni con oltre 8.000 tonnellate di bombe sganciate tra il 1943 ed il 1944.
Le perdite furono molto alte, tanto che, di circa 500 velivoli prodotti, oltre 170 vennero abbattuti o perduti per diversi motivi. Si assicurarono anche un centinaio di vittorie aeree, a testimonianza che non si trattava di facili bersagli per nessun avversario.
Il modello P-51B entrò in servizio solo nel 1943, impiegato in azione il dicembre di quell'anno. Il P-51C era una versione simile, ed entrambi dimostrarono chiaramente le loro manovrabilità anche ad alta quota con il motore Merlin.
L'armamento era limitato a 4 mitragliatrici di grosso calibro con un abitacolo angusto, specialmente per le missioni di lungo raggio. Il P-51D e il quasi identico K riuscirono dopo pochi mesi a risolvere il problema, aumentando a 6 il numero di armi. L'unico vero contrattempo consisteva nel fatto che con il tettuccio a goccia le missioni ad alta quota di una durata superiore alle 6 ore erano difficili anche a causa dell'esposizione solare.
I Mustang protessero i bombardieri americani più di ogni altro velivolo: potevano raggiungere Berlino grazie alla loro lunghissima autonomia.
I pesanti caccia tedeschi non riuscivano a raggiungere ed abbattere i bombardieri nemici, visto che qualunque intercettore che si fosse trovato attorno alle formazioni di bombardieri, sarebbe stato una facile preda dei caccia americani. Questo valeva anche per i caccia monoposto tedeschi: l'espediente di caricare armi aggiuntive finiva per essere controproducente se bisognava affrontare i P-51.
Questo fatto, oltre al non trascurabile elemento psicologico di avere degli "angeli protettori", era di molto aiuto agli equipaggi dei bombardieri : ora sarebbe stato più difficile abbatterli. Un caccia tedesco, che nel 1943 "si metteva in fila" per attaccare un bombardiere che perdeva posizione, era uno spettacolo frustrante per i compagni di volo, testimoni impotenti. I Mustang riuscirono a ridurre, persino di dieci volte, la percentuale di perdite, mentre i tedeschi erano in crisi, in quanto non riuscivano ad progettare aerei di qualità sufficiente per contrastare le formazioni dei caccia di scorta, e nel contempo causare perdite consistenti alle formazioni di bombardieri americani.
I Mustang, nelle ultime fasi del conflitto, finirono per combattere anche contro i caccia a reazione tedeschi, ed approfittando della necessità avversaria di attaccare in primo luogo i bombardieri, riuscirono ad infliggere rilevanti perdite. La scorta di numerosi caccia, necessaria già nel 1943, divenne infatti indispensabile negli anni successivi, specialmente perché velivoli come il Me 262 erano pesantemente armati e talmente veloci, da poter oltrepassare la scorta, cercando di distruggere i quadrimotori alleati con un singolo passaggio, seppure col rischio di entrarvi in collisione, a causa del brevissimo tempo necessario a mirare e schivare l'obiettivo.
Il Mustang venne usato anche e diffusamente nel ruolo di cacciabombardiere, in missioni di caccia libera a lungo raggio, e altro ancora. La sua versatilità fu tale che venne proposto anche in una variante imbarcata, tuttavia non fu in grado di offrire prestazioni superiori al Chance Vought F4U Corsair e il suo sviluppo venne interrotto.
Venne impiegato anche nel teatro bellico dell'Estremo Oriente, pur se in maniera minore a modelli che operavano da portaerei o modelli bimotore, come il Lockheed P-38 Lightning; il P-51 rivendicò comunque 221 vittorie sui caccia giapponesi durante le missioni del 1945, oltre ad entrare in servizio in Asia continentale.
Come cacciabombardiere tuttavia il P-51 non era molto adatto perché la vulnerabilità del motore raffreddato a liquido finiva con il causare numerose perdite contro ogni tipo di fuoco antiaereo; i circuiti di raffreddamento erano infatti estremamente vulnerabili al fuoco proveniente dal basso.
Il Mustang operò solo nella seconda metà della guerra, ma i suoi risultati furono sicuramente straordinari. Nel solo settore europeo vennero costituiti almeno 34 gruppi, per un totale di 2.500 velivoli, per la maggior parte nella versione D. Il numero di ore di volo arrivò a 1.120.000, il 36% con i Mustang B e C. Il totale delle ore di volo raggiunse su tutti i fronti oltre le 1.350.000.
Circa metà di tutti gli aerei nemici distrutti in Europa dai caccia americani caddero vittime dei P-51. Entro l'8 maggio 1945, i piloti dei Mustang furono in grado di abbattere circa 4.950 aerei nemici. L'aviatore con il maggior numero di aerei abbattuti fu George Preddy dell'United States Army Air Forces (USAAF). Aveva totalizzato 27,5 aerei abbattuti - 24 con il Mustang - quando fu colpito e ucciso da fuoco amico il 25 dicembre 1944, durante la Battaglia delle Ardenne.

### Periodo postbellico

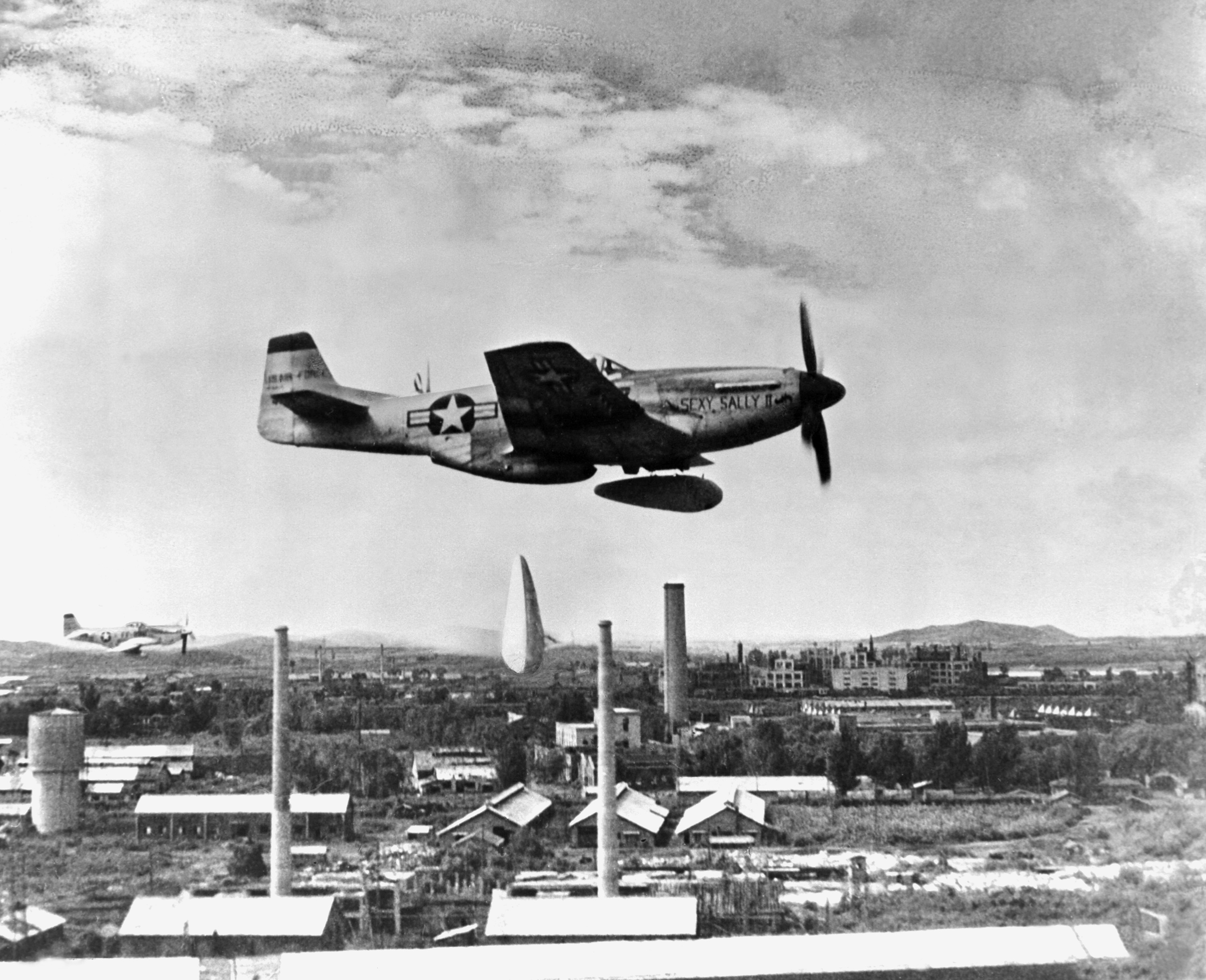
Una coppia di F-51D in missione di bombardamento su un sito industriale in Corea del Nord. Quello in primo piano ha appena sganciato due bombe al napalm.

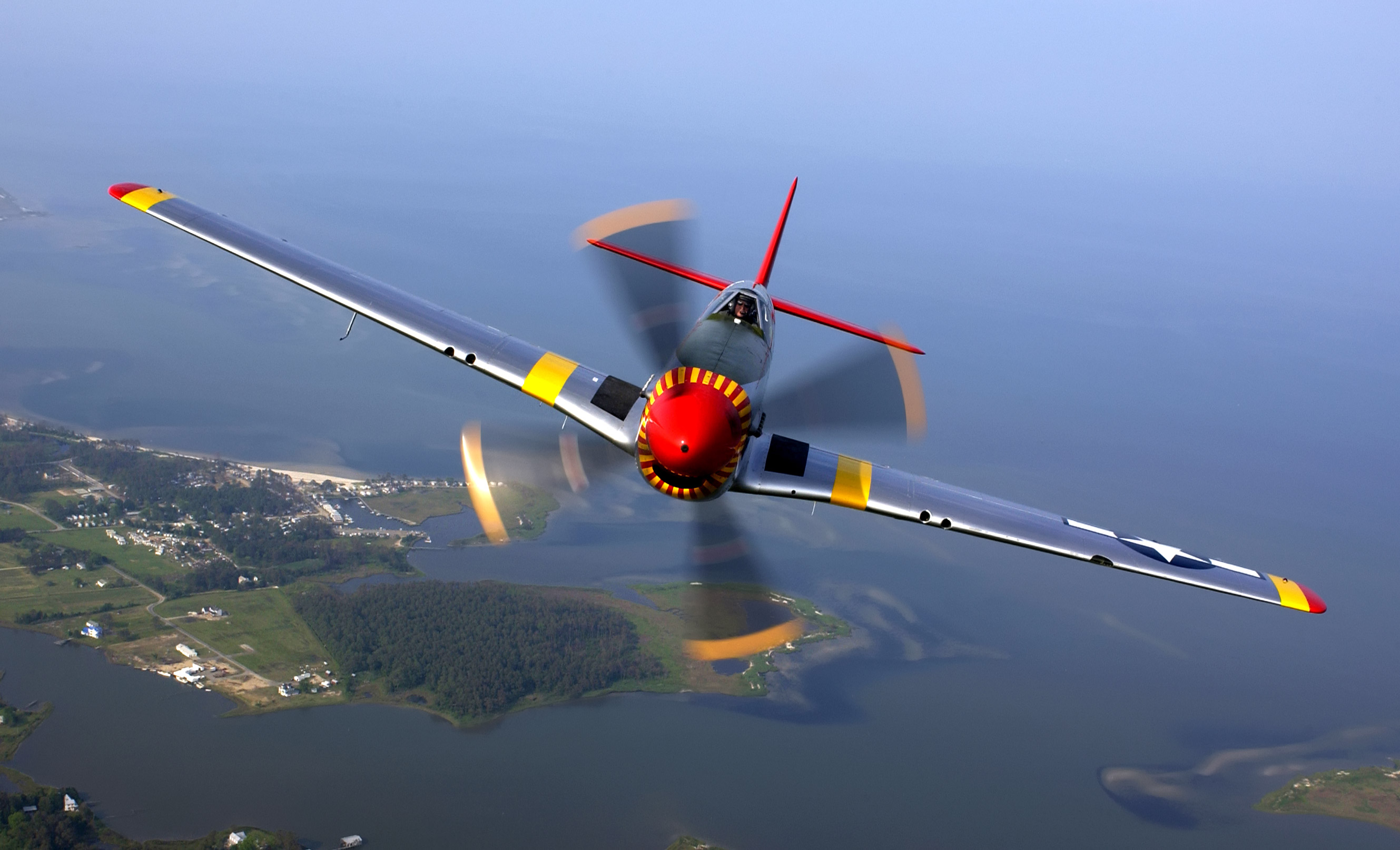
Un P-51 in volo durante un'esibizione alla Langley Air Force Base, in Virginia

Durante la guerra, un Mustang costava circa 51.000 dollari. Molte centinaia del caccia della North American vennero venduti al costo nominale di un dollaro ai Paesi firmatari del Trattato Interamericano di Assistenza Reciproca detto anche Patto di Rio, firmato nel 1947 tra diciannove repubbliche del continente americano, compresi gli Stati Uniti d'America.
Ma nel dopoguerra, il Mustang venne impiegato anche da altri Paesi. Fu operativo in almeno 55 nazioni, fino all'inizio degli Anni Settanta. Almeno fino al 1969, tra i 50 ed i 60 F-51D erano ancora in servizio con la Fuerza Aérea Boliviana, il Cuerpo de Aviaciòn Militar della Repubblica Dominicana, la Fuerza Aérea de Guatemala, il Corps d'Aviation di Haiti, l'Arma aerea dell'Honduras, l'Angkatan Udara Republik Indonesia e la Fuerza Aérea de Nicaragua.
Tra il 1945 e il 1948, la società australiana Commonwealth Aircraft costruì su licenza 200 Mustang in quattro diverse versioni. Tra il 1947 e il 1949, l'Aeronautica degli Stati Uniti acquistò 272 esemplari del Twin Mustang, un velivolo formato da due fusoliere allungate e dotate ognuna di un motore Allison unite da un'unica ala. Molti di questi aerei vennero dotati di un radar e furono utilizzati come caccia notturni durante la guerra di Corea. Nel 1967 il P-51 venne rimesso in produzione dalla ditta Cavalier per conto dell'Aeronautica degli Stati Uniti e per altri clienti, mentre le versioni Turbo III ed Enforcer, dotate di un motore a turboelica, furono sviluppate per il programma Pave Coin per un aereo anti-guerriglia. Molti modelli nuovi o rielaborati nel periodo 1968-75 erano biposto.
I Mustang vennero utilizzati per decenni in ogni continente. A differenza di altri velivoli, inclusi il P-38 e il P-47, il Mustang venne molto apprezzato ed usato in decine di nazioni.
Con non meno di 5.500 velivoli ancora utilizzati, anche scartando quelli più malconci o superati, il Mustang rimase operativo, assieme a pochi altri del periodo bellico, passato per lo più all'Air National Guard che equipaggiò 38 Squadron. Rimase operativo fino ai tardi anni cinquanta nei vari modelli D, K, e H.
Nel frattempo venne impiegato da altri Paesi nel corso dei diversi conflitti locali e regionali scoppiati nel dopoguerra fino alla fine degli anni sessanta. In particolare venne utilizzato come cacciabombardiere nella guerra di Corea e in Medio Oriente, risultando tuttavia vulnerabile alle contraeree, tanto che nella guerra del 1956 fu l'aereo che subì il più alto numero di perdite dell'Aviazione Israeliana.
In Corea almeno 145 velivoli vennero resi operativi dall'USAF, e rinominati F-51 (F per Fighter, caccia). Gli australiani aggiunsero i velivoli del 77º Squadrone RAAF, i quali, in 3.800 missioni persero 18 dei loro. Simili percentuali di perdite subì la SAAF, che eseguì 10.373 incursioni perdendo 74 aerei (ma solo 12 piloti) su 95. È probabile che il totale di perdite ammonti ad almeno 172 velivoli. Da notare che in questo settore i Mustang vennero impiegati insieme ai loro diretti successori, i North American F-86 Sabre.
Come sviluppi, benché di nuovi Mustang monomotori non ne venissero ulteriormente prodotti, non mancarono velivoli come il P-82, un Mustang "H" bi-fusoliera, che ebbe un certo impiego anche in Corea e che certamente non è il membro meglio riuscito della famiglia, per via delle qualità di pilotaggio piuttosto scadenti.
La catena di montaggio del P-51 stava per essere riaperta per la produzione Piper Enforcer, modello a turboelica da attacco, proposto circa 30 anni fa ma che non ottenne successo. Gli studi riguardo ad una versione turboprop del cacciabombardiere North American fiorirono alla fine degli anni '60, ma nonostante i numerosi progetti e configurazioni non si giunse a nessuna conclusione. Bisogna notare che i vari addestratori turboelica moderni, dal Pilatus PC-9 al SIAI-Marchetti SF-260, sono in larga misura ispirati al progetto del team di Kilderberger. Forse non deve nemmeno stupire che tale velivolo, nella forma per l'appunto dell'Enforcer, entrò in competizione con l'ultimo discendente della rivale Republic, l'A-10 Thunderbolt II, che nonostante la propulsione jet, è a stento più veloce (anzi, comparato con il P-51H, risulta addirittura più lento!) ma monta, con il suo cannone GAU-8 Avenger da 30mm a 7 canne rotanti, un armamento molto più potente e indicato, soprattutto nell'impiego anticarro.

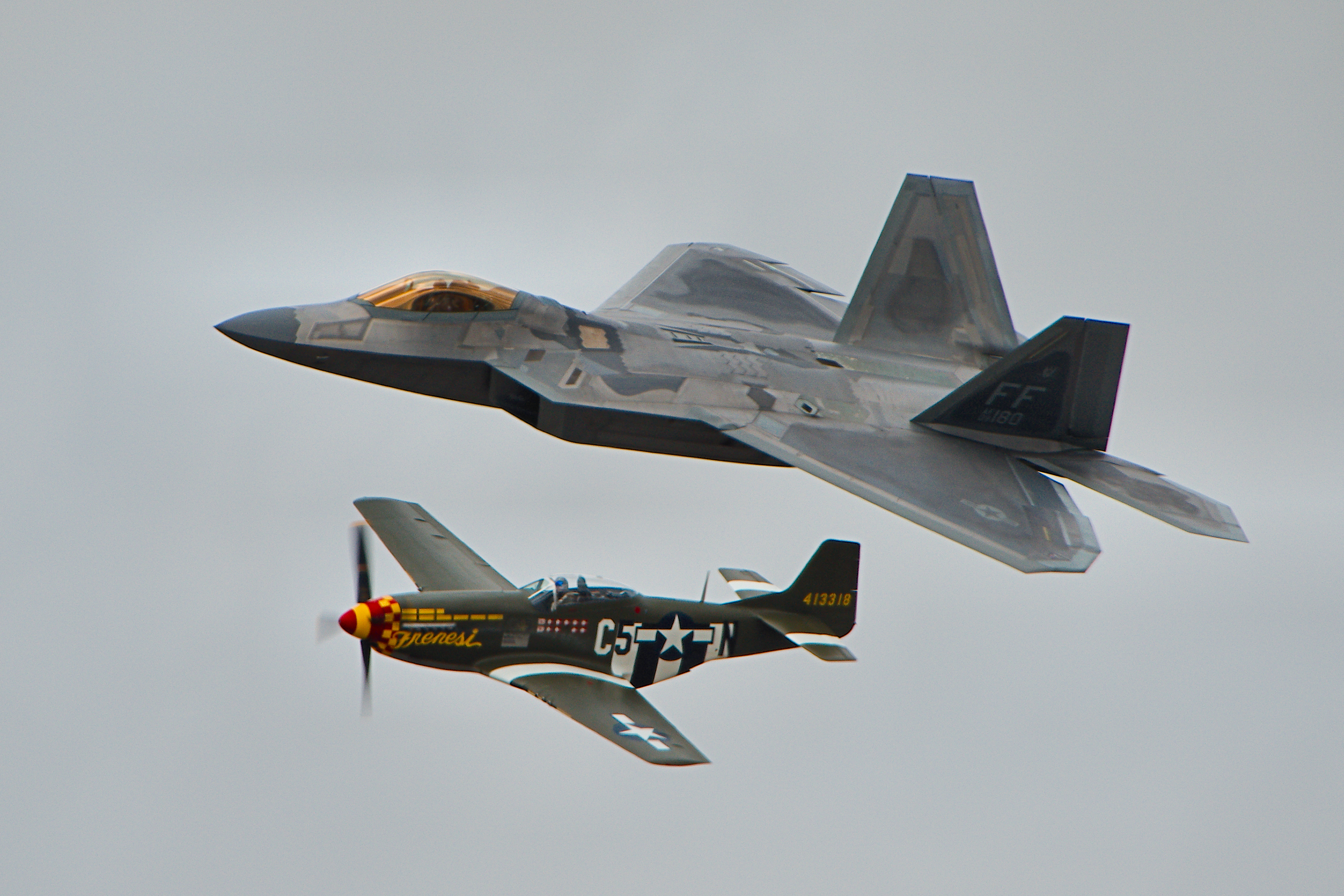
Un P-51 fotografato in volo assieme a un F-22.

Il Mustang è infine un velivolo ancora oggi utilizzato in ambito civile, apprezzatissima dai privati collezionisti di Warbirdes (gli aerei da guerra ancora in condizioni di volo) e dai piloti di trofei aerei ancora oggi contesi negli USA. Altre creazioni originali sono le repliche in scala leggermente ridotta che si possono ammirare negli air show.

### Gli F-51D dell'Aeronautica Militare Italiana

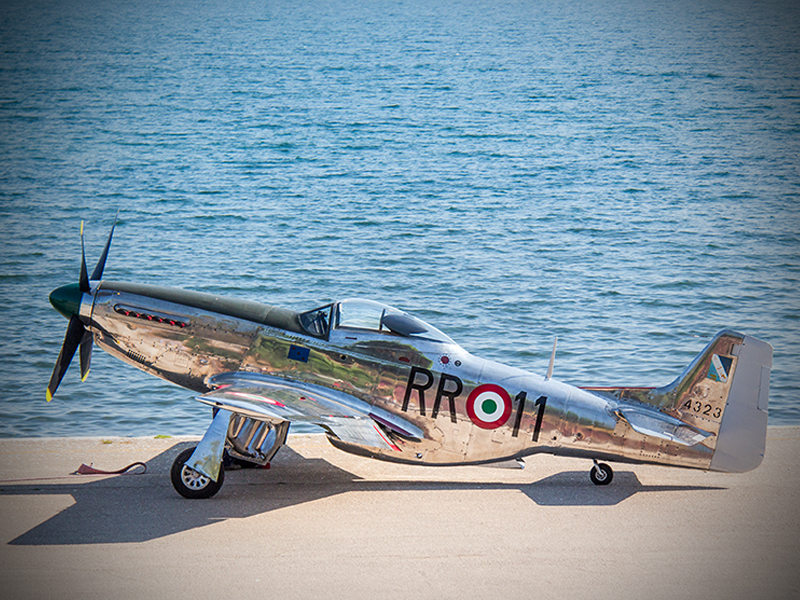
L'esemplare di F-51 D (MM4323 code RR-11) conservato nel Museo dell'Aeronautica Militare Italiana di Vigna di Valle

Per la ricostruzione dell'Aeronautica Militare italiana, dopo la fornitura tra il 1945 ed il 1946 di una serie di velivoli anglo-americani surplus di guerra (Spitfire IX, P-39 Airacobra, P-38 Lightning, ecc.) dal settembre 1947 iniziarono ad arrivare in Italia i primi P-51D. Gli aerei provenienti direttamente dagli Stati Uniti, imbarcati su navi da trasporto, giungevano nel porto di Brindisi. Qui i caccia, rivestiti da una apposita pellicola protettiva, venivano scaricati utilizzando le strutture dell'idroscalo e preparati al volo utilizzando il vicino aeroporto.
Tra il settembre 1947 e il gennaio 1951 giunsero ufficialmente in Italia 170 P-51 Mustang (denominati F-51 dal giugno 1948, dopo la costituzione dell'USAF) tutti consegnati in conto M.D.A.P. (Mutual Defense Assistance Program). Si trattava di velivoli praticamente nuovi, completamente revisionati, con meno di 500 ore di volo complessive e forniti completi di attacchi per bombe, serbatoi supplementari, razzi HVAR e apparati radio VHF..
Agli F-51 D (nelle versioni F-51D 20NA e F-51D 25NA) furono assegnate le matricole militari (MM) da 4324 a 4283, da 4286 a 4408 e da 4431 a 4432.
I primi esemplari furono assegnati al 4º Stormo all'epoca di base a Napoli Capodichino (9º e 10º Gruppo).
L'attività iniziale degli F-51 italiani fu funestata da una serie d'incidenti anche mortali. Fra tutti quello che avvenne il 9 aprile 1949 quando una formazione di tre "Mustang" si schiantò sull'Appennino a causa della scarsa visibilità, con la morte dei rispettivi piloti, tenente colonnello Ottorino Fargnoli, il tenente colonnello Giulio Mainella ed il sergente maggiore Mario Gaspari.
Con l'entrata in servizio dei primi velivoli a getto de Havilland DH.100 Vampire, il 4º Stormo cedette progressivamente i suoi velivoli ad altri reparti.
Con il proseguire delle forniture, fu possibile riequipaggiare altri Stormi dell'Aeronautica Militare. Ai primi di ottobre 1950, l'8º Gruppo del 5º Stormo ricevette ventidue esemplari di F-51 ai quali se ne aggiunsero successivamente altri dodici.
Distaccato dal 5º Stormo, il 1º gennaio 1951, l'8º Gruppo andò a formare il 2º Stormo a Vicenza, cui si aggiunse il 1º agosto del 1953 il 13º Gruppo, per un totale complessivo tra i due Gruppi di una quarantina di macchine.
Un altro reparto che ricevette in dotazione i Mustang fu il 6º Stormo, costituito il 1º gennaio 1951, dal 155º Gruppo (poi 155º Gruppo ETS) con ventotto Mustang il quale si era distaccato dal 51º Stormo.
A partire dalla primavera del 1951, anche il 132º Gruppo del 3º Stormo di Bari-Palese, ricevette i primi esemplari di F-51.
Con il trasferimento del 3º stormo a Villafranca di Verona, il 132º Gruppo lasciò i suoi velivoli al 28º Gruppo, specializzato nella ricognizione tattica. I voli operativi erano però effettuati a vista, non essendo l'F-51 dotato di macchine fotografiche, a differenza degli F-38 Lightning che stava sostituendo.
A mano a mano che i reparti da caccia di prima linea si riconvertivano sui velivoli a reazione, gli F-51 venivano ceduti ai reparti volo di seconda linea, quali il Centro di Addestramento al Volo della 1ª Zona Aerea, poi 1ª Regione Aerea di Milano (codici velivolo RM), il Centro di Addestramento al Volo 2ª Zona Aerea, poi 2ª Regione Aerea di Roma (codici velivolo RR), il Centro di Addestramento al Volo 3ª Zona Aerea, poi 3ª Regione Aerea di Bari (codici velivolo RB), il Reparto Volo dello Stato Maggiore (codici velivolo SM), il Centro Addestramento al Tiro (codici velivolo CT), il Reparto Volo della 5ª ATAF (codici velivolo FT), solo per citarne alcuni.
Il Mustang fu protagonista anche di uno dei primi rischieramenti all'estero di reparti italiani.
Infatti, dopo l'affidamento all'Italia da parte dell'ONU dell'Amministrazione fiduciaria italiana della Somalia (AFIS), venne costituito il 15 settembre 1949 il Comando Aeronautica della Somalia con alle dipendenze un Gruppo di Volo che comprendeva, oltre a velivoli da trasporto e collegamento Douglas C-47, Douglas C-53 e Stinson L-5 Sentinel, anche una squadrigla caccia dotata di quattro F-51 (MM.4237, MM.4239, MM.4250, MM.4259) ex 4º Stormo.

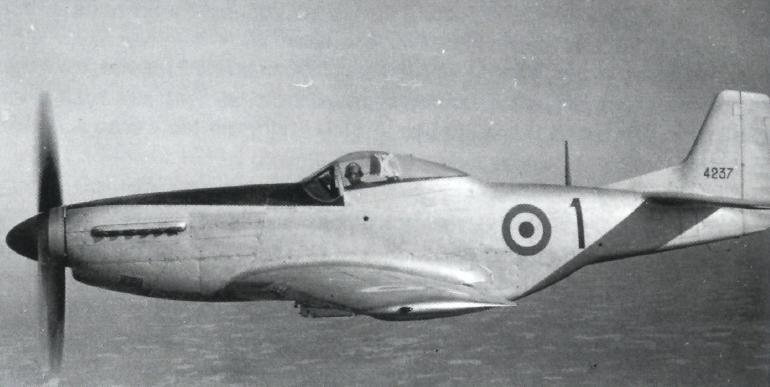
L'F-51D M.M. 4237 del Comando Aeronautica della Somalia

Gli F-51, smontati ed imbarcati a Napoli, giunsero a Mogadiscio nel febbraio 1950, per essere rimontati e collaudati in volo.
Anche in Somalia si verificò un incidente mortale, quando l'F-51 MM.4239 a causa di una improvvisa perdita di velocità durante una manovra acrobatica, precipitò al suolo poco lontano dall'aeroporto di Mogadiscio provocando la morte del pilota, il sergente maggiore Bruni Munarin.
L'unico intervento che vide Mustang del Comando Aeronautico della Somalia in azione fu un mitragliamento per disperdere un gruppo di somali armati nei pressi di Vittorio d'Africa.
Il 1º aprile del 1951, ritenendo non necessaria la presenza di velivoli da caccia, il Comando Aeronautica della Somalia ne ordinò il rimpatrio.
I Mustang sospesero la loro attività di volo, furono smontati, imballati e imbarcati su un mercantile furono fatti rientrare in Italia l'8 giugno dello stesso anno.
Nel 1962 otto F-51D ex-AMI costituirono la prima squadriglia da caccia della Somali Air Force.
L'F-51 contribuì alla rinascita dell'Aeronautica Militare italiana facilitando il passaggio dai velivoli residuati bellici dei primissimi anni del dopoguerra alle macchine più complesse che stavano entrando in linea. Purtroppo il rateo d'incidenti durante il servizio in Italia fu piuttosto alto, con una trentina d'incidenti mortali.

### Unione Sovietica
All'inizio del 1942, dieci P-51A Mustang Mk I (NA-73) con motori Allison V-1710, ex-RAF, vennero inviati in Unione Sovietica dalla Gran Bretagna. Gli aerei vennero provati dall'aeronautica sovietica (Voenno-Vozdushnye Sily - VVS). Il Mustang venne considerato facile da pilotare, pronto ad acquisire velocità in picchiata, molto stabile e con una grande autonomia (1.620 km) ma inferiore in maneggevolezza - soprattutto sul piano verticale - ai contemporanei caccia sovietici e tedeschi, come pure al Bell P-39 ed al Curtiss P-40 già in servizio in Russia. Così, nessuno altro P-51A venne ordinato. I Mustang Mk I acquisiti vennero così relegati a unità non di combattimento, principalmente impiegati per l'addestramento, come il 6° ZAB (Brigata della Riserva Aeronautica) a Ivanovo. In seguito, diversi P-51B, P-51C e P-51D - equipaggiati con il più potente motore Rolls-Royce Merlin - danneggiati sopra la Germania o abbandonati dopo atterraggi di emergenza su aeroporti russi, vennero riparati dagli specialisti sovietici e provati in volo.
Il pilota collaudatore Mark L. Gallai notò che queste più recenti versioni del Mustang erano piacevoli da pilotare, specialmente durante le missioni più lunghe, e che il motore Merlin oltre i 6.000 metri era più potente del propulsore Ash-82FN del Lavochkin La-7 e del VK-105PF dello Yakovlev Yak-9. Tuttavia il Mustang possedeva un armamento troppo leggero a causa della mancanza di cannoni e un rapporto peso-potenza inferiore a quello dello Yakovlev Yak-9, del Lavochkin La-7, del Messerschmitt Bf 109 del Focke-Wulf Fw 190 e, soprattutto, dello Yakovlev Yak-3, che godeva di una migliore maneggevolezza, velocità di salita e accelerazione a quote inferiori ai 3.000 metri.

## Statistiche ed Analisi
Il Macchi C.205V era uno dei pochi aerei dell'Asse in grado di affrontare alla pari il Mustang, grazie a qualità così apprezzate dalla Luftwaffe da spingerla ad utilizzare un certo numero di questi aerei per equipaggiare un Gruppe. Il 2 maggio 1944, il neo-capitano Fioroni e il Capitano Adriano Visconti, dell'A.N.R., abbatterono un P-51 Mustang in fase di attacco al "Veltro" del sottotenente Cucchi (intento ad abbattere una "Fortezza Volante" B-17): prima vittoria dei piloti italiani a spese di quello che fu spesso definito il miglior caccia della seconda guerra mondiale.
Anche il Fiat G.55, altro veloce e robusto aereo, della "serie 5", che nel corso del suo breve ma intenso servizio operativo (svolto quasi esclusivamente sotto le insegne dell'aviazione della Repubblica Sociale Italiana) si rivelò un intercettore assai efficace in quota. Nelle battaglie aeree svoltesi nei cieli dell'Italia del Nord, si scontrò a più riprese con il P-51, dimostrandosi in ogni occasione all'altezza della situazione.
Il Mustang però era più veloce, e manteneva questo margine anche contro il Focke-Wulf Fw 190, ma non era più maneggevole nemmeno di questo, né più armato o robusto. Stesso discorso, ad esclusione della potenza di fuoco, nei confronti del Messerschmitt Bf 109.

Gli experten della Luftwaffe erano sicuri di poter superare in manovra il nuovo caccia alleato. Kurt Buehligen, il terzo maggiore asso Tedesco sul fronte occidentale della seconda Guerra mondiale, con 112 vittorie, infatti, ricordava: 
 "Potevamo superare in manovra il P-51 e gli altri caccia americani, sia con il Messerschmitt BF-109 che con il Focke-Wulf FW-190. Il loro raggio di virata era circa lo stesso. Il P-51 era più veloce di noi, ma le nostre munizioni e i nostri cannoni erano migliori. ” 
Robert S. Johnson, secondo tra gli assi americani sul fronte europeo per numero di aerei abbattuti, che pilotò il Mustang contro i caccia tedeschi, sottolineava: “Generalmente parlando, direi che i migliori Focke-Wulf 190 e il P-51 erano molto vicini in prestazioni; la differenza, in questi combattimenti, la facevano i piloti.”
Su tutti, semplicemente, il Mustang aveva il vantaggio di essere un velivolo strategico capace di coprire spazi immensi presentandosi ovunque ce ne fosse stata la necessità. Questo fatto, inoltre non comprometteva le caratteristiche di volo del velivolo rispetto ai migliori avversari, anzi generalmente superabili in termini di velocità e quasi pareggiati in maneggevolezza. Il carico utile in armi era sufficiente e la macchina non aveva vizi di pilotaggio degni di nota, ma andava pilotata senza "strapazzarla" con disinvoltura e senza tentare manovre acrobatiche troppo elaborate, visto che era pur sempre un grosso e potente monoposto. Assieme allo Spitfire, è la macchina che i piloti generalmente ricordano con più affetto e ammirazione, a prescindere da quanto poteva essere realmente superiore rispetto alla concorrenza.

## Versioni

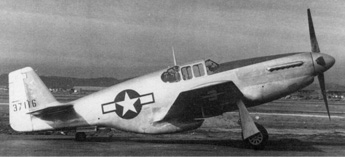
Un P-51B con tettuccio standard in luogo del tettuccio Malcom a bolla.

Elenco delle principali versioni prodotte del Mustang:
- Mustang I : prima serie di 320 velivoli per la Gran Bretagna, dotati di 4 mitragliatrici     calibro 50 e 4 7.7 mm.
- Mustang IA: simile al precedente ma dotata di cannoni da 20 mm.
- P-51: primo modello ordinato dall'USAAF ma girato quasi totalmente alla RAF; aveva caratteristiche simili alla precedente versione.
- P-51 A: 310 esemplari con motore Allison V-1710-81, leggermente potenziato rispetto ai precedenti 1710-39; alcuni esemplari vennero ceduti alla RAF.
- P-51B: motore Packard V-1650 da 1.700 CV a 5.500 metri e 1.420 al decollo; furono costruiti 1.988 esemplari. Dotato di 4 mitragliatrici da 12,7 mm; 275 esemplari furono ceduti alla RAF come Mustang III, oltre a i P-51C e a 310 esemplari prodotti appositamente.
- P-51C: simile ai precedenti, ad esclusione del fatto di essere costruiti a Dallas invece che a Inglewood. Fu costruito in 1.750 esemplari, mentre le serie più recenti possedevano un motore potenziato. 636 esemplari furono ceduti alla RAF come Mustang III.
- P-51D: versione matura del P-51, prodotta in oltre 7.700 esemplari; solo 285 vennero ceduti alla RAF. Era dotata di 6 mitragliatrici da 12,7 mm, una maggiore capacità di carburante, tettuccio e fusoliera riprogettati ed una autonomia massima portata a 3.350 km, circa 8 ore e 30 minuti di volo. Con l'elica Aeroproducts venne prodotto il quasi identico P-51K in altri 1.500 esemplari, di cui ben 593 ceduti alla RAF.
- F-6: versione da ricognizione armata con varie combinazioni di macchine fotografiche.
- P-51H: era il più veloce tra i Mustang entrati in produzione, prodotto in 555 esemplari e dotato di una fusoliera allungata, motore V-1650-9 capace di raggiungere la potenza massima in emergenza di 2.220 CV a 3.100 metri. Pesava 245 kg in meno del modello "D" ed era più veloce di circa 80 km/h, dimezzando il vantaggio dei caccia tedeschi a reazione. La velocità di salita era aumentata a 27 m/s dai 12,5 del modello A e i 19 del D. Problemi di messa a punto ritardarono il primo volo al febbraio 1945, e la produzione finale, invece di 2.400 macchine, fu di 555; il successivo e ancora più potente L con un motore potenziato non venne invece mai completato, nonostante i 1.700 esemplari ordinati.

## Utilizzatori
Australia
- Royal Australian Air Force

 Bolivia
- Fuerza Aérea de Bolivia

 Canada
- Royal Canadian Air Force

 Cina

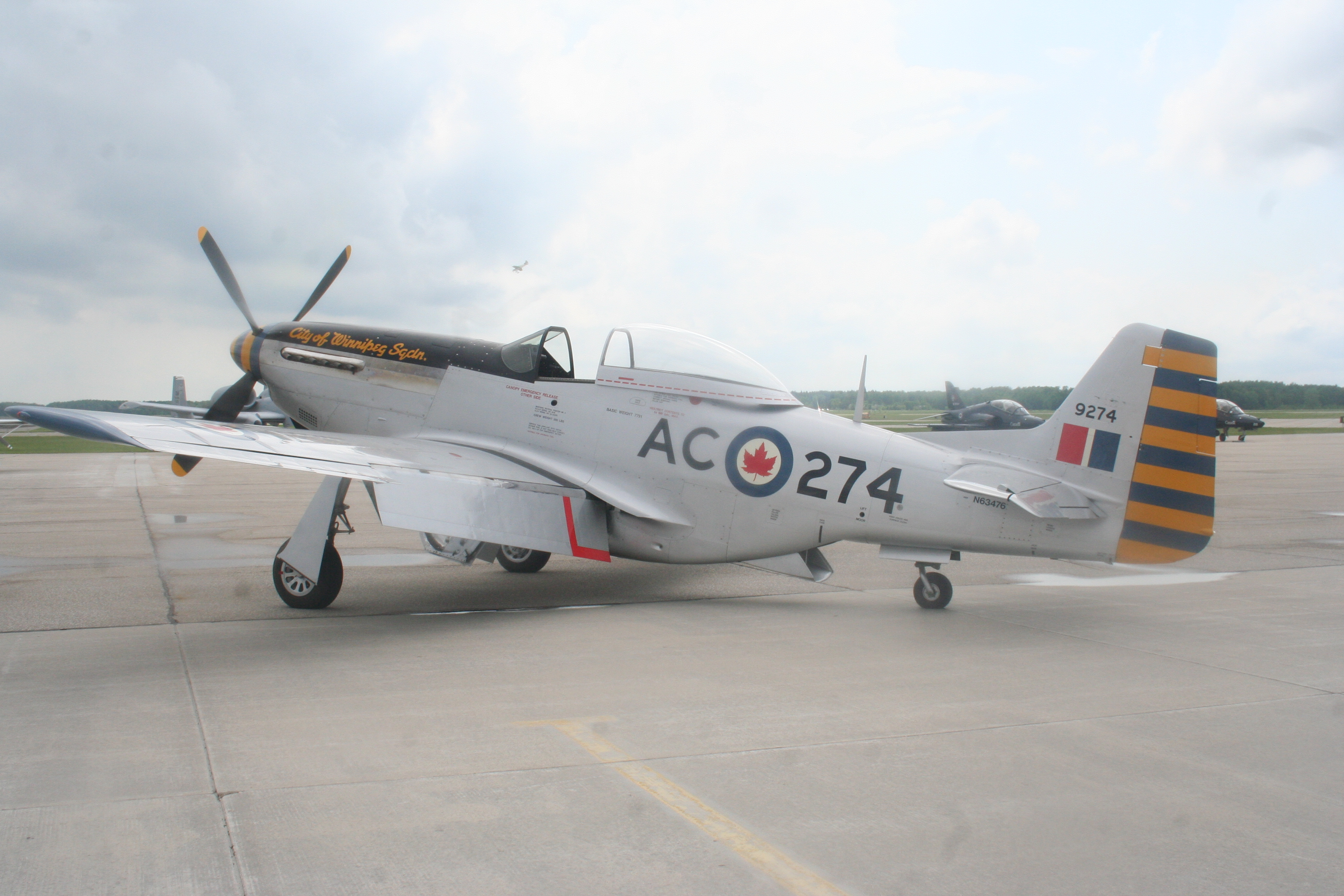
P-51D-20NA Mustang, RCAF

- Zhongguo Renmin Jiefangjun Kongjun (prede di guerra)

 Republica di Cina
- Chung-Hua Min-Kuo K'ung-Chün

 Corea del Sud
- Daehan Minguk Gonggun

 Costa Rica

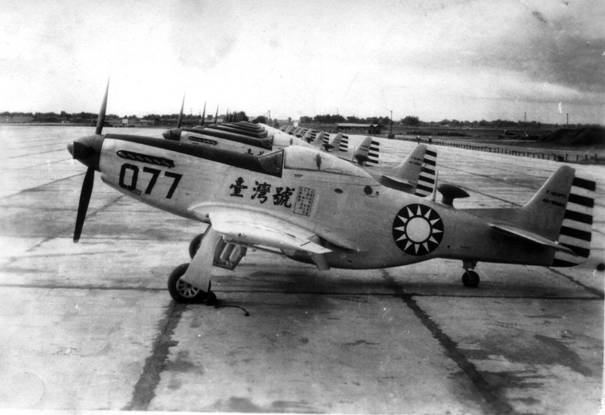
P-51 Mustang, ROCAF, 1953

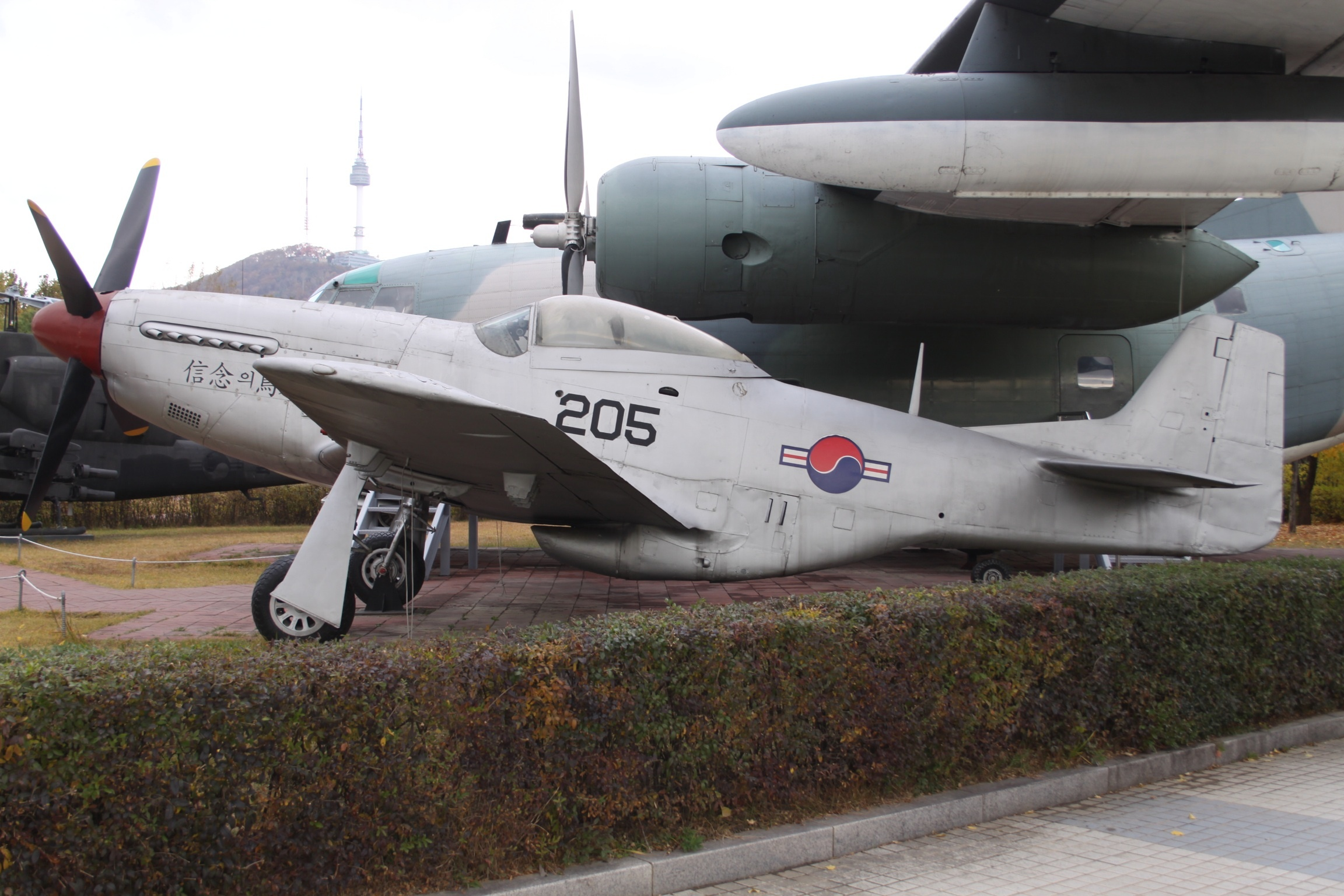
North American F-51D Mustang, Daehan Minguk Gonggun

- Fuerza Aérea Costarricense, poi Sección Aérea de la Guardia Civil

 Cuba
- Defensa Anti-Aérea y Fuerza Aérea Revolucionaria

 Rep. Dominicana
- Compañía de Aviación del Ejército Nacional

 El Salvador
- Fuerza Aérea Salvadoreña

 Filippine
- Hukbong Himpapawid ng Pilipinas

 Francia
- Armée de l'air

 Germania
- Luftwaffe (prede di guerra)

 Guatemala
- Fuerza Aérea Guatemalteca

 Haiti
- Corps d'Aviation d'Garde d'Haiti

 Indie orientali olandesi

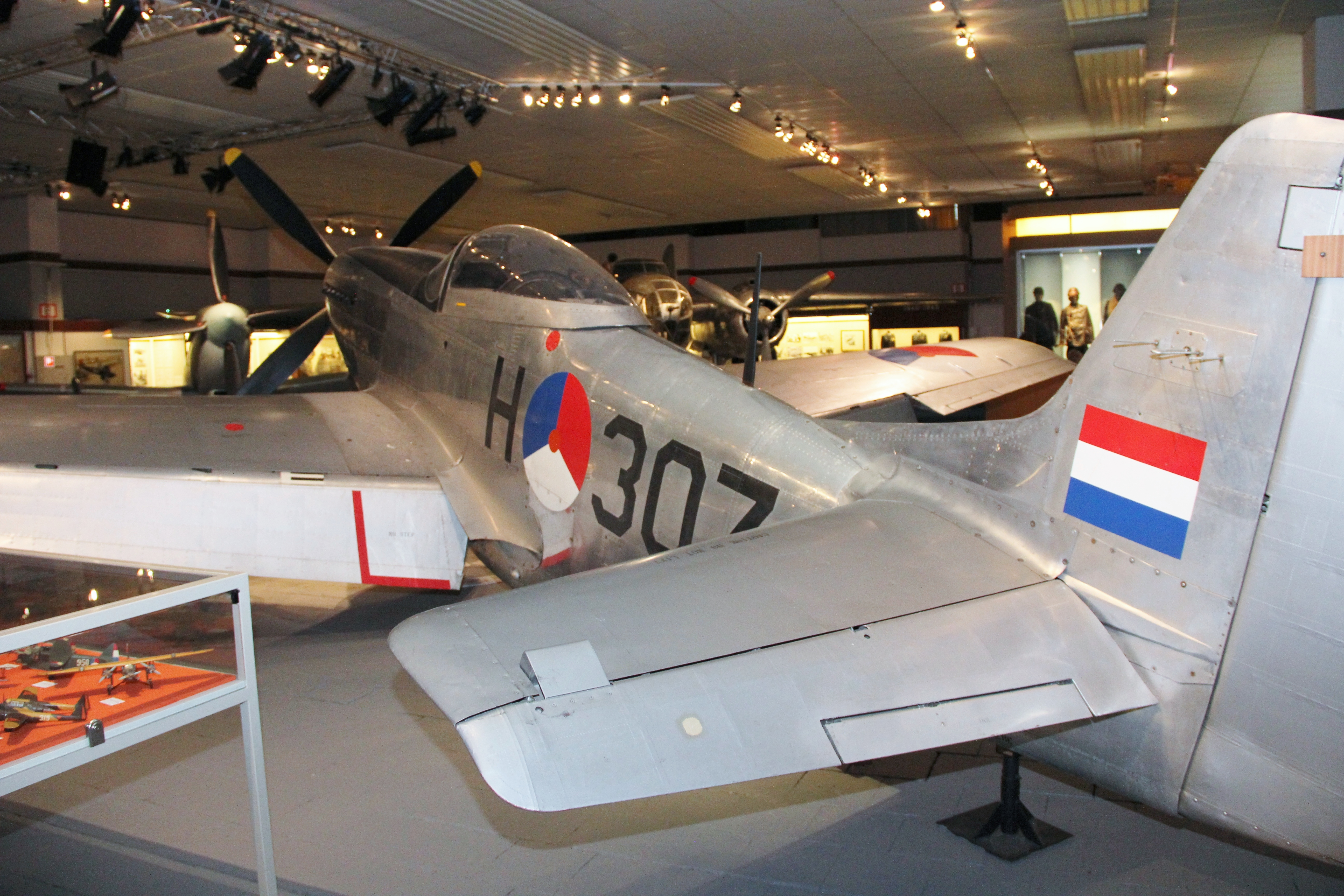
P-51D Mustang, Militaire Luchtvaart van het Koninklijk Nederlandsch-Indisch Leger

- Militaire Luchtvaart van het Koninklijk Nederlandsch-Indisch Leger

 Indonesia
- Tentara Nasional Indonesia Angkatan Udara

 Israele
- Heyl Ha'Avir

 Italia
- Aeronautica Militare

 Giappone

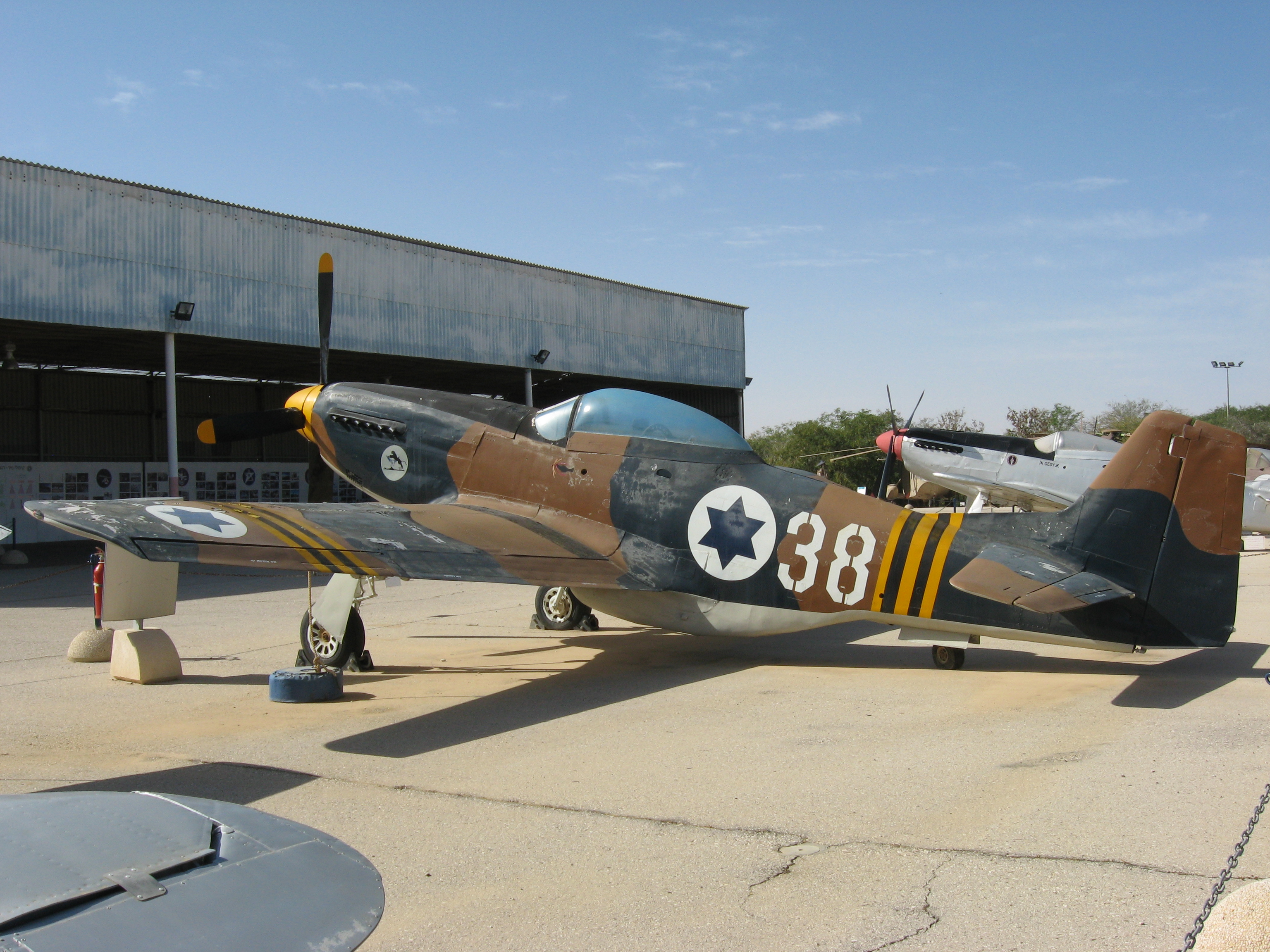
P-51D Mustang, Heyl Ha'Avir

- Dai-Nippon Teikoku Rikugun Kōkū Hombu

 Nicaragua
- Forza aerea dell'Esercito nicaraguense

Ritirati nel 1964.
 Nuova Zelanda
- Royal New Zealand Air Force

 Polonia
- Polskie Siły Powietrzne (inquadrati nei reparti RAF)
- Siły Powietrzne

 Regno Unito
- Royal Air Force

 Somalia

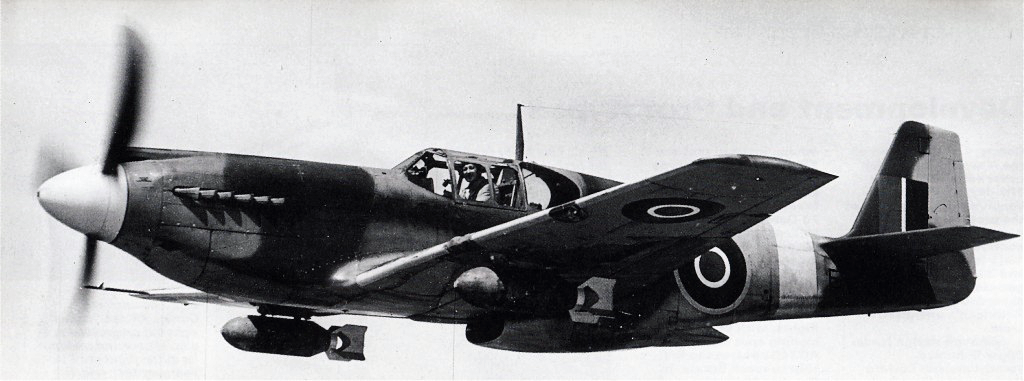
A-36A, RAF

- Ciidamada Cirka Soomaaliyeed poi Somali Air Corps

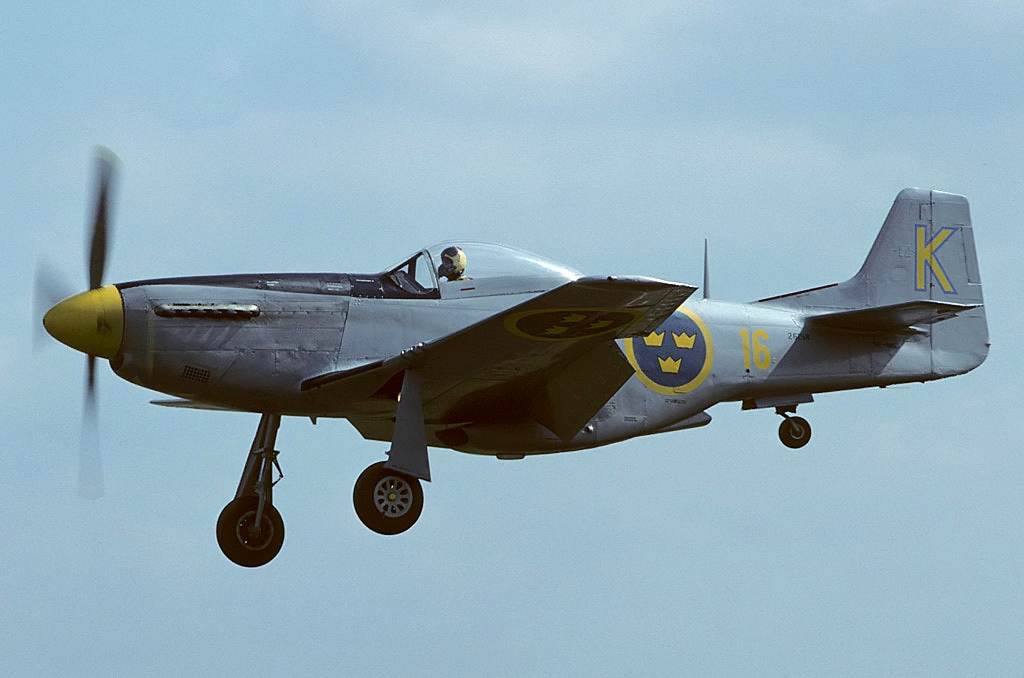
North American P-51D Mustang (J 26), Svenska Flygvapnet

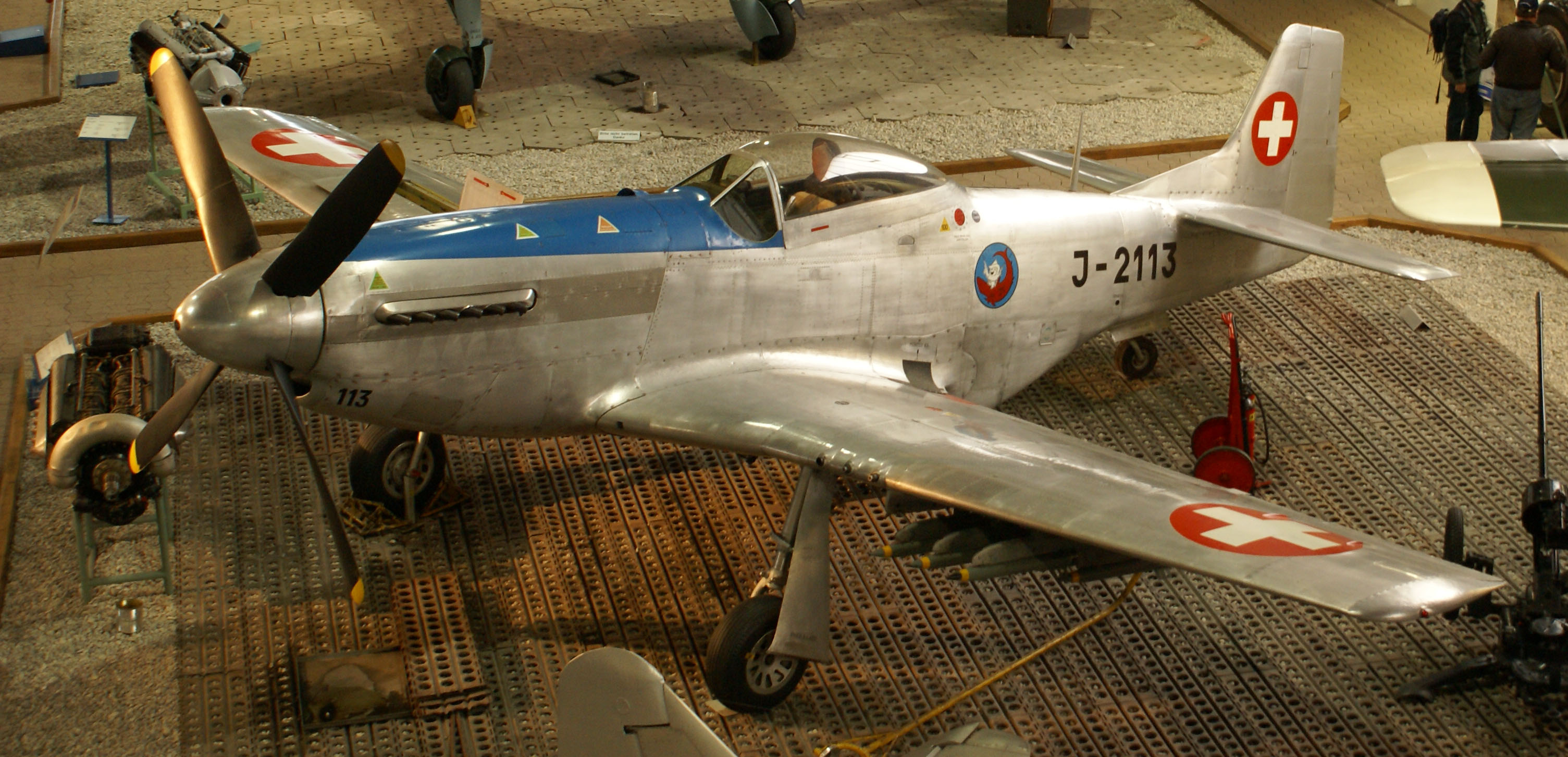
P-51 Mustang, Forze aeree svizzere

 Stati Uniti
- United States Army Air Corps
- United States Army Air Forces
- United States Air Force

 Sudafrica
- Suid-Afrikaanse Lugmag

 Svezia
- Svenska Flygvapnet

 Svizzera
- Forze aeree svizzere

 Unione Sovietica
- Sovetskie Voenno-vozdušnye sily

 Uruguay
- Fuerza Aérea Uruguaya

25 F-51D in servizio dal 1951 al 1980.

## Cultura di massa
- In ambito cinematografico compare nel film del 2012 Red Tails di Anthony Hemingway.
- Compare inoltre nel film del 2022 Top Gun: Maverick di Joseph Kosinski con Tom Cruise.

## Esemplari attualmente esistenti in Italia
Presso il Museo dell'Aeronautica Militare Italiana di Vigna di Valle, nell'hangar Badoni, è conservato l'esemplare di P-51D MM 4323 codici RR-11, recentemente restaurato a cura dell’Associazione Ali Storiche (ASAS) con la collaborazione del personale specialista Aeronautica Militare ed esposto al pubblico con le insegne distintive del Generale di Squadra Aerea Ranieri Cupini che lo utilizzò sino al 1953, data della radiazione.